# Borja Pérez (actor)
Borja Pérez Rueda (Basauri, Vizcaya, 28 de agosto de 1978) es un actor español, conocido por su interpretación del personaje homónimo en la serie de televisión Qué vida más triste, emitida por la cadena de televisión La Sexta entre 2008 y 2010.

## Biografía
Sus inicios en la interpretación se remontan al videoblog de la web Qué vida más triste, creado por su amigo Rubén Ontiveros, uno de los guionistas de los programas de humor Vaya semanita o Made in China, y por Natxo del Agua, y donde Borja Pérez encarnaba a un perdedor que trabajaba como gruista y aún vivía con sus padres y que cada domingo contaba en tono humorístico sus desventuras semanales, a través de piezas cortas de unos dos o tres minutos.
La serie, dividida en tres temporadas con un total de 103 escenas, surgió como un hobby y empezó a ser colgada en la red el 27 de marzo de 2004, llegando a alcanzar más de dos millones de visitas diarias. Tal éxito propició que La Sexta trasladara el formato a la televisión, a partir del domingo 19 de octubre de 2008, en forma de capítulos de entre 20 y 25 minutos de duración que incluían tres aventuras del protagonista, logrando en su estreno unas cifras de 1.094.000 espectadores y un 6,2% de cuota de pantalla. Para su grabación, Borja pide una excedencia en su trabajo de gruista. La serie se mantuvo por cuatro temporadas, emitiéndose el último episodio el 26 de mayo de 2010.
El personaje interpretado por Borja Pérez era el de un pícaro espontáneo y chistoso aficionado a los videojuegos que fracasaba cada vez que emprendía uno de sus delirantes proyectos o intentaba ligar con una chica. Su figura contrastaba con la de su íntimo amigo Joseba, interpretado por Joseba Caballero, sensato y honrado empleado de unos laboratorios químicos, ya casado. Son características sus camisetas con publicidad desfasada, la insustituida colcha de su cama y expresiones como "toma, toma", "flipa, flipa", "locurón, locurón", "es que de mi cabeza salen pepitas de oro", "ya está, la liada padre", "es la vida, ¡la vida!", "toma sirocón del Joseba", "que no te da Josebas, que no te da" o "Pero cuanto listo ve La Sexta" (solo en la tele). 
El 27 de julio de 2010, con el capítulo Eclipse, comienza la emisión de una serie web para la revista Cinemanía, llamada Descarga completa, obra del mismo equipo de QVMT (siglas con que suele aludirse a Qué vida más triste) en la que, con el característico estilo humorístico de la anterior, se hace la valoración crítica de una película en cada episodio. El 17 de febrero de 2011 se colgaría el último episodio: "Mientras duermes".
Borja Pérez y demás miembros del equipo de Qué vida más triste son también los responsables, en 2011, de las psicotrópicas versiones de las películas de éxito Terminator 2: el juicio final y Pesadilla en Elm Street, reunidas bajo el título de Basauri Kind Rewind, en homenaje a la película de Michel Gondry Be Kind Rewind (Rebobine por favor, en la versión española), repitiendo en ese mismo año la experiencia con Pagafantas Kind Rewind y Basauri Kind Rewind: El resplandor, que rinden homenaje, respectivamente, a las películas de Borja Cobeaga Pagafantas y de Stanley Kubrick The Shining (en español: El resplandor).
También en 2011, con los mismos profesionales, y lo que supone la vuelta a la televisión, estrenó la serie paródica de cuatro episodios de siete minutos autoconclusivos Basauri Vice, emitida dentro del programa contenedor Adult Swim Made in Spain, del canal de pago TNT.
Mientras rodaba la serie Descarga completa, y poco antes de estrenarse Basauri Vice, el programa de radio de emisión vía Internet Salsa de carne anuncia su fichaje para participar aproximadamente una vez al mes en una sección sin argumento ni temática definida, para que cuente "algo que le haya llamado la atención desde su última colaboración".
Aparte de en estas series, ha intervenido como actor secundario en los largometrajes Pagafantas (2008) y No controles (2010), así como en el cortometraje Desastre(s) (2011); y ha asistido como invitado al programa de televisión Buenafuente del 10 de junio de 2009 y a la gala de los premios TP de Oro de 2008.
Desde el 28 de septiembre de 2012 hasta 2015 protagonizaba cada semana vídeotutoriales en la web http://www.vadejuegos.com/, analizando los más recientes videojuegos lanzados al mercado.
En abril de 2015 Atresplayer, la plataforma de vídeo y audio en línea de Atresmedia, estrena Basauri Mirror, una serie de humor donde, en palabras de la página web de La Sexta, Borja Pérez "mostrará en cada episodio las situaciones más absurdas de la vida".
El primer capítulo llevó por título "La chica de la curva", en referencia a una leyenda urbana muy conocida.
Los vídeos también están disponibles en el canal de Youtube "Top Trending Video" y en la plataforma Dailymotion.

Colabora en el programa diario de humor y actualidad Ese programa del que usted me habla, en emisión en La 2 de Televisión Española desde el 3 de diciembre de 2018 hasta final de temporada en junio de 2019, presentando unas piezas de cierre de 'análisis de la actualidad'.
Desde 2019, Borja se ha alejado de su etapa como actor y se ha centrado en su familia y su trabajo en la grúa, realizando apariciones esporádicas en los medios a través de alguna entrevista o colaboración.

## Filmografía
- Superestar (2025)
- Vaya Semanita (2024 - ...)
- Pandilla monstruo (película) (2024)
- Son2 podcast (2024) como invitado en un programa
- En fin (serie) (2024), cameo.
- Presentación fichaje Real Zaragoza (vídeo) (2024)
- Ene!Flix (Programa especial que parodia series, películas, documentales y programas que están de moda, así como los clásicos) (2021-...)
- La Ruina (podcast) (2023) como invitado en un programa
- Flash Back (podcast) (2021) como invitado en un programa
- Ese programa del que usted me habla (programa de televisión) (2018-2019)
- Nekane Amaya (serie de televisión) (2015)
- Basauri Mirror (serie web) como Borja (2015)
- Dynamito (serie de televisión) como Borja (2015)
- Los videotutoriales de Borja Pérez (serie web) como Borja (2012-2015)
- Desastre(s) (cortometraje) como el hijo (2011)
- Basauri Vice (serie de televisión) como Borja (2011)
- Basauri Kind Rewind (serie web) (2011)
- Descarga completa (serie web) como Borja (2010)
- No controles como Fernan (2010)
- Qué vida más triste (serie web/de televisión) como Borja (2008-2010)
- Pagafantas como guardia de seguridad del aeropuerto (2009)
- Tritones: más allá de ningún sitio (película) (2009)
- Videoblog (cortometraje) (2005)
- Malviviendo (serie web) como padre biológico del Postilla
- Bea lo ve todo	(Película)	Director y guionista del corto con múltiples personajes, entre ellos Nuria Herrera, Begoña de la Cruz, Borja Pérez y Juanan Bilbao	1 cortometraje (2003)
- ¿Por qué no tiene novia Íñigo Martín?	(Película)	Director y guionista del corto con múltiples personajes, entre ellos Borja Pérez y Joseba Caballero	1 cortometraje (2001)
- ZZZ (cortometraje web) como Polin (1997)

## Premios y nominaciones
Premios TP de Oro
| Año  | Categoría   | Trabajo nominado    | Resultado |
| ---- | ----------- | ------------------- | --------- |
| 2008 | Mejor actor | Qué vida más triste | Candidato |
| 2009 | Mejor actor | Qué vida más triste | Candidato |